# Markus Nüssli
Markus Nüssli (9 luglio 1971) è un bobbista svizzero.

## Biografia
Ai XVIII Giochi olimpici invernali (edizione disputatasi nel 1998 a Nagano, Giappone) vinse la medaglia d'argento nel Bob a 4 con i connazionali Marcel Rohner, Markus Wasser e Beat Seitz partecipando per la nazionale svizzera, superati da quella tedesca a cui andò la medaglia d'oro. 
Il tempo totalizzato fu di 2:40,01, con un distacco breve dalla prima classificata: 2:39,41.
Inoltre ai campionati mondiali vinse una medaglia d'argento nel 1999, nel bob a quattro con Marcel Rohner, Beat Hefti e Silvio Schaufelberger